# Ненад Идризовић
Др. Ненад Идризовић (енгл. Nenad Idrizovic) српски је рагбиста и Ђакон Српске Православне Цркве. Играо је рагби 15 за Црвену Звезду.

## Рагби каријера
Због висине игра на позицији скакача у другој линији мелеа. Часни Ђакон Ненад игра за један од најтрофејнијих београдских рагби 15 клубова, Црвену Звезду.

## Успеси са екипом
Првак Републике Србије у рагбију 15 са Црвеном Звездом 2015, 2016.
Освајач Купа Републике Србије у рагбију 15 са Црвеном Звездом 2016.

## Приватан живот
Уз благослов Светог Патријарха Павла, уписао је Православни богословски факултет. Часни Ђакон Ненад је доктор наука, прочитао је много књига и тренутно Богослужи у Цркви Светих Апостола Петра и Павла у Кошутњаку, у Београду, главном граду Републике Србије. Часни Отац Ненад је успео у животу, основао је породицу. Ушао је у свету тајну брака, ожењен је и има децу.